# Elegia juncea
Elegia juncea är en gräsväxtart som beskrevs av Carl von Linné. Elegia juncea ingår i släktet Elegia och familjen Restionaceae. Inga underarter finns listade i Catalogue of Life.